# Шандор Прокоп
Шандор Прокоп (мађ. Prokopp Sándor István János) је био мађарски спортски стрелац који се такмичио за Мађарску на Летњим олимпијским играма 1908, 1912. и 1924. године.  Прокоп је рођен у Каси, тада Краљевина Мађарска (данас Кошице, Словачка), а преминуо је у Будимпешти.

## Каријера
Летње олимпијске игре 1908. Лондон
Године 1908. завршио је 43. у такмичењу слободном пушком на 300 метара.
Летње олимпијске игре 1908. Стокхолм
Четири године касније освојио је златну медаљу у дисциплини 300 метара војном пушком, пуцање из три позиције.
Летње олимпијске игре 1924. Париз
На Летњим олимпијским играма 1924. учествовао је у следећим дисциплинама: 
- Брзометни пиштољ на 25 метара – 53. место
- Пушка на 600 метара – 55. место
- Пушка, тим – непласирано (тим непотпун)